# All Over the Place
All Over the Place è il primo album in studio del gruppo musicale femminile statunitense The Bangles, pubblicato dalla Columbia nel 1984.

## Il disco
Il sound è più vivace e con meno sovraincisioni di tastiere degli album successivi. Due singoli sono stati estratti dall'album: Hero Takes a Fall e Going Down to Liverpool, brano quest'ultimo cantato dalla batterista Debbi Peterson e scritto da Kimberley Rew del gruppo Katrina and the Waves, una canzone che ha fatto guadagnare alle Bangles il BPI Award, l'equivalente del Grammy nel Regno Unito. Per entrambi i singoli è stato realizzato un video musicale, in quello del primo compare Leonard Nimoy nei panni dell'autista della band.
Pur non essendo stato un vero successo commerciale, l'album si è classificato all'80º posto nella classifica Billboard 200 negli Stati Uniti.

## Tracce
1. Hero Takes a Fall – 2:54 (Susanna Hoffs, Vicki Peterson)
2. Live (cover dei Merry-Go-Round) – 2:36 (Emitt Rhodes)
3. James – 2:36 (Peterson)
4. All About You – 2:26 (Peterson)
5. Dover Beach – 3:48 (Hoffs, Peterson)
6. Tell Me – 2:15 (Hoffs, Peterson)
7. Restless – 2:41 (Hoffs, Peterson)
8. Going Down to Liverpool (cover dei Katrina and the Waves) – 3:41 (Kimberley Rew)
9. He's Got a Secret – 2:42 (Peterson)
10. Silent Treatment – 2:07 (Peterson)
11. More Than Meets the Eye – 3:19 (Peterson)

## Formazione
- Susanna Hoffs – voce, chitarra, cori
- Vicki Peterson – voce, chitarra, cori
- Michael Steele – basso, cori
- Debbi Peterson – voce, batteria, cori

## Classifiche
| Classifica (1984/85) | Posizione massima |
| -------------------- | ----------------- |
| Nuova Zelanda        | 32                |
| Regno Unito          | 86                |
| Stati Uniti          | 80                |
| Svezia               | 40                |